# فورنووو دی تارو
فورنووو دی تارو (به ایتالیایی: Fornovo di Taro) یک کومونه در ایتالیا است که در استان پارما واقع شده‌است.

## خصوصیات
فورنووو دی تارو ۵۷٫۶ کیلومترمربع مساحت و ۶٬۰۸۰ نفر جمعیت دارد و ۱۵۸ متر بالاتر از سطح دریا واقع شده‌است.

## خواهرخوانده
شهر شیکلوش خواهرخواندهٔ فورنووو دی تارو هست.